# Dirty Harry
Dirty Harry właśc. Victoria Harrison (ur. 10 maja 1982 w Londynie) – angielska wokalistka i kompozytorka popowa. Harrison współpracowała m.in. z grupą muzyczną Cradle of Filth, muzykami Tommym Lee i Raymondem Wattsem.

## Dyskografia
- Dirty Harry - The Trouble with... Harry (2003, Dirty World)[2]
- Cradle of Filth - Thornography (2006, Roadrunner Records, gościnnie)[3]
- Dirty Harry - Songs From the Edge (2007, WEG/A Wolf At Your Door)[2]